# John Marriott (philatéliste)
Pour les articles homonymes, voir John Marriott.
John Brook Marriott (né le 27 juillet 1922 à Stretford ; mort le 3 juillet 2001 à Godalming) fut un enseignant et philatéliste britannique. Il a été le gardien de la Collection philatélique royale de 1969 à 1995.

## Biographie
Diplômé de mathématique de l'Université de Cambridge pendant la Seconde Guerre mondiale, il est affecté en 1943 au manoir de Bletchley Park, le centre des renseignements britanniques.
Enseignant de mathématique de 1945 à 1982, il est également maître d'internat de 1960 à 1975 à Charterhouse School, une école privée de Godalming, dans le Surrey.
Collectionneur de timbres-poste depuis l'âge de 12 ans, il se spécialise dans la collection de Trinité. Vendue en 1952 lors de son mariage pour permettre l'installation de son couple, elle est reconstituée et remporte plusieurs récompenses lors d'expositions philatéliques internationales.
En 1969, John Wilson, gardien de la Collection philatélique royale, recommande Marriott pour lui succéder. Marriott est membre depuis 1965 du Comité d'expertise de la Royal Philatelic Society London dont Wilson est le président. L'emploi du temps de Marriott se partage entre Charterhouse et Londres, son épouse le remplaçant à l'internat le cas échéant.
Wilson préférant avoir du recul pour arranger les émissions britanniques et du Commonwealth du règne d'Élisabeth II, Marriott s'attèle à cette tâche dans de nouveaux albums de couleur verte. En dehors de ces émissions expédiées par les administrations postales, il achète des variétés, erreurs ponctuelle dans l'impression des timbres : couleur omise, erreur d'illustration par exemple. Il poursuit l'exposition de pièces de la Collection lors de trente-neuf expositions philatéliques internationales en Europe les premières années, puis en Asie par la suite. Il est le commissaire de l'exposition internationale de Londres, organisée à Earl's Court en 1980.
Il prend sa retraite de l'enseignement en 1982 et est élu président de la Royal Philatelic Society London (RPSL) de 1983 à 1986, société dont il est déjà vice-président depuis 1979. Face à l'accroissement de la charge de travail, il est le premier gardien de la Collection à être secondé : en 1993, Charles Wyndham Goodwyn, président de la RPSL depuis 1991, est engagé pour l'assister dans le montage de la collection, l'accompagnement des pièces aux expositions à l'étranger et la rédaction d'articles dont le revenu permet à la Collection de s'auto-financer.
Marriott laisse la place de gardien de la Collection à Goodwyn en septembre 1995.

## Honneurs et récompenses
- Membre de l'Ordre royal de Victoria en 1978, puis Commandeur en 1991 et Chevalier en 1995[1].

- Médaille Tilleard en 1968 de la RPSL pour l'exposition de sa collection sur la Trinité[5] qui remporte également une médaille d'or à l'exposition de Londres de 1960 et d'Amsterdam de 1967[1].
- Signataire du Roll of Distinguished Philatelists en 1972[1].
- Alfred Lichtenstein Memorial Award en 1988 du Collectors Club of New York pour son œuvre en faveur de la philatélie[1].

### Sources
- Nicholas Courtney, The Queen's Stamps. The Authorised History of the Royal Philatelic Collection, éd. Methuen, 2004,  (ISBN 0413772284).